# (10143) Kamogawa
(10143) Kamogawa est un astéroïde de la ceinture principale.

## Description
(10143) Kamogawa est un astéroïde de la ceinture principale. Il fut découvert le 8 janvier 1994 à Dynic par Atsushi Sugie. Il présente une orbite caractérisée par un demi-grand axe de 2,98 UA, une excentricité de 0,22 et une inclinaison de 19,5° par rapport à l'écliptique.

## Compléments